# 大口高背鱨
大口高背鱨（学名：Notoglanidium macrostoma）為輻鰭魚綱鯰形目脂鱨科的其中一種，為熱帶淡水魚，分布於非洲安哥拉的希卢安果河(Chiloango)、剛果河中央、喀麥隆、加彭尼永河（Nyong）、沙那加河與贾河（Dja）流域，體長可達24公分，棲息在底層水域，生活習性不明。
其种加词“macrostoma”意为“大口的”。